# فرس البحر قصير الخطم
فرس البحر قصير الخطم (الاسم العلمي: Hippocampus hippocampus) (بالإنجليزية: Short snouted seahorse)‏ هو نوع من الأسماك يتبع جنس فرس البحر من فصيلة زمارات البحر.